# Lukas Spalvis
Lukas Spalvis (ur. 27 lipca 1994 w Wilnie) – litewskii piłkarz, który grał na pozycji napastnika. W latach 2014–2017 reprezentant Litwy.

## Kariera klubowa
Swoją karierę piłkarską Spalvis rozpoczął w klubie SV Weil 1910, w Niemczech. Następnie podjął treningi w SC Freiburg. W 2012 przeszedł do Aalborga BK. W 2013 awansował do kadry pierwszej drużyny. 16 października 2013 zadebiutował w Superligaen w wygranym 3:1 domowym meczu z Viborgiem FF. 23 marca 2013 w wyjazdowym meczu z SønderjyskE Fodbold (2:3) strzelił swoje pierwsze dwa gole w duńskiej lidze. W debiutanckim sezonie zdobył 8 bramek i przyczynił się do wywalczenia mistrzostwa Danii, a także zdobycia Pucharu Danii przez Aalborg. 8 marca 2016 klub Sporting CP ogłosił, że Spalvis od 1 lipca zostanie zawodnikiem portugalskiego klubu. Kwota transferu wynosiła około 1 miliona euro.
| Sezon   | Klub        | Kraj       | Rozgrywki     | Mecze | Bramki |
| ------- | ----------- | ---------- | ------------- | ----- | ------ |
| 2013/14 | Aalborg BK  | Dania      | Superligaen   | 17    | 8      |
| 2014/15 | Aalborg BK  | Dania      | Superligaen   | 6     | 0      |
| 2015/16 | Aalborg BK  | Dania      | Superligaen   | 28    | 18     |
| 2016/17 | Sporting CP | Portugalia | Primeira Liga |       |        |

## Kariera reprezentacyjna
W reprezentacji Litwy Spalvis zadebiutował 5 marca 2014 w wygranym 2:0 towarzyskim meczu z Kazachstanem, rozegranym w Antalyi. W 2014 był uczestnikiem turnieju towarzyskiego Baltic Cup, gdzie z reprezentacją Litwy wywalczył drugie miejsce.